# Wapen van Gilze en Rijen

Het wapen van de gemeente Gilze en Rijen

Het wapen van Gilze en Rijen is het wapen van de Noord-Brabantse gemeente Gilze en Rijen. Op 16 juli 1817 werd het gebruik van het wapen door de Hoge Raad van Adel bevestigd.

## Geschiedenis
Het wapen van Gilze en Rijen toont de heilige Petrus, parochieheilige van Gilze en is identiek aan het voormalige schependomszegel. De oudst bekende afbeelding van het wapen dateert uit 1615. De burgemeester diende het zegel in met de mededeling dat de kleuren onbekend waren, waardoor het wapen werd toegekend in de rijkskleuren.

## Blazoen
De beschrijving van het wapen luidt als volgt:
Van lazuur beladen met Sint Petrus van goud.
N.B. de heraldische kleuren in het wapen zijn lazuur (blauw) en goud (geel).

## Trivia

Wapen van Gilze en Rijen op NS-loc 1736

Het wapen van Gilze en Rijen is ook afgebeeld op NS-loc 1736.
Alphen-Chaam · Altena · Asten · Baarle-Nassau · Bergeijk · Bergen op Zoom · Bernheze · Best · Bladel · Boekel · Boxtel · Breda · Cranendonck · Deurne · Dongen · Drimmelen · Eersel · Eindhoven · Etten-Leur · Geertruidenberg · Geldrop-Mierlo · Gemert-Bakel · Gilze en Rijen · Goirle · Halderberge · Heeze-Leende · Helmond · 's-Hertogenbosch · Heusden · Hilvarenbeek · Laarbeek · Land van Cuijk · Loon op Zand · Maashorst · Meierijstad · Moerdijk · Nuenen, Gerwen en Nederwetten · Oirschot · Oisterwijk · Oosterhout · Oss · Reusel-De Mierden · Roosendaal · Rucphen · Sint-Michielsgestel · Someren · Son en Breugel · Steenbergen · Tilburg · Valkenswaard · Veldhoven · Vught · Waalre · Waalwijk · Woensdrecht · Zundert